# NGC 6263
NGC 6263 é uma galáxia elíptica (E) localizada na direcção da constelação de Hercules. Possui uma declinação de +27° 49' 21" e uma ascensão recta de 16 horas, 56 minutos e 43,1 segundos.
A galáxia NGC 6263 foi descoberta em 28 de Junho de 1864 por Albert Marth.